# Ager Aketxe
Ager Aketxe Barrutia (Bilbao, 30 dicembre 1993) è un calciatore spagnolo, centrocampista del Real Saragozza.

## Caratteristiche tecniche
Gioca come trequartista.

## Carriera

### Club
Nella stagione 2014-2015 ha giocato una partita in Champions League ed 8 partite nella massima serie spagnola, nella quale ha anche segnato un gol.
Dopo essere rimasto svincolato dal club spagnolo, il 23 febbraio 2018 passa ai canadesi del Toronto FC.

### Nazionale
Nel 2013 ha giocato 3 partite nella nazionale Under-20 spagnola, con la quale ha partecipato ai Mondiali di categoria.

## Palmarès

### Club

#### Competizioni nazionali
- Supercoppa di Spagna: 1

Athletic Bilbao: 2015